# Torgelower SV Greif
Torgelower Sportverein Greif e.V. é uma agremiação esportiva alemã, fundada em 1919, sediada em Mecklemburgo-Pomerânia Ocidental. A associação mantem, além do futebol, departamentos de handebol e tênis de mesa.

## História
O clube foi fundado em 1919 com o nome de Grief Torgelow. Após a Segunda Guerra Mundial, passou a atuar na Alemanha Oriental com o nome de BSG Motor Torgelow, no campeonato de terceiro nível, a Birzirksliga Neubrandenburg. Nos anos 1950, a equipe obteve boas apresentações, permanecendo na parte alta da classificação, enquanto nos anos 1960, os resultados foram mais modestos. O time ficou na metade da tabela. Em 1963, o time foi renomeado Nord Max Matern Torgelow, nome que manteve até a reunificação alemã.
Em 1971, obteve a promoção à segunda divisão do Campeonato da Alemanha Oriental, a DDR-Liga. Transcorreu a maior parte da década entre o segundo e o terceiro nível. Em 1984, perderam a oportunidade de ascender ao nível máximo por conta de uma derrota em uma partida decisiva.
A equipe abandonou o nome Torgelow Nord com o advento da reunificação alemã, retomando o histórico nome Torgelower SV Greif. Após a reunificação do Campeonato Alemão, o time jogou em divisões inferiores até obter a promoção à Verbandsliga Mecklenburg-Vorpommern (V), em 1994-1995. O Torgelower permaneceu nessa divisão até 2003-2004 quando foi promovido à Oberliga Nord, módulo, no qual foi campeão na temporada 2010-2011.

## Títulos
- Verbandsliga Mecklenburg-Vorpommern (V) Campeão: 2004;
- Oberliga Nord (V) Campeão: 2010-2011;

## Cronologia recente
| Temporada | Divisão                                 | Posição |
| 1990-91   | Bezirksliga Neubrandenburg (V)          | 7ª      |
| 1991-92   | Bezirksliga                             | 2ª      |
| 1992-93   | Bezirksliga                             | 2ª      |
| 1993-94   | Bezirksliga                             | 1ª      |
| 1994-95   | Landesliga (VI)                         | 6ª      |
| 1995-96   | Verbandsliga Mecklenburg-Vorpommern (V) | 3ª      |
| 1996-97   | Verbandsliga Mecklenburg-Vorpommern     | 4ª      |
| 1997-98   | Verbandsliga Mecklenburg-Vorpommern     | 9ª      |
| 1998-1999 | Verbandsliga Mecklenburg-Vorpommern     | 3ª      |
| 1999-00   | Verbandsliga Mecklenburg-Vorpommern     | 10ª     |
| 2000–01   | Verbandsliga Mecklenburg-Vorpommern     | 4ª      |
| 2001–02   | Verbandsliga Mecklenburg-Vorpommern     | 8ª      |
| 2002–03   | Verbandsliga Mecklenburg-Vorpommern     | 4ª      |
| 2003-04   | Verbandsliga Mecklenburg-Vorpommern     | 2ª      |
| 2004–05   | Verbandsliga Mecklenburg-Vorpommern     | 1ª ↑    |
| 2005–06   | Oberliga Nord (V)                       | 9ª      |
| 2006–07   | Oberliga Nord                           | 12ª     |
| 2007-08   | Oberliga Nord                           | 9ª      |
| 2008-09   | Oberliga Nord (V)                       | 14ª     |
| 2009-10   | Oberliga Nord (V)                       | 8ª      |
| 2010–11   | Oberliga Nord (V)                       | 1ª      |
| 2011–12   | Oberliga Nord (V)                       | 5ª      |